# Jerome Andrews
Pour les articles homonymes, voir Andrews.
Jerome Andrews, né le 1er septembre 1908 à Plaistow (New Hampshire, États-Unis) et mort le 26 octobre 1992 à Paris 6e, est un danseur et chorégraphe américain.

## Biographie
Jerome Andrews apprend la danse classique et les danses de salon à Seattle au Cornish College of the Arts (en).
Il poursuit sa formation auprès du Ruth Saint Denis et Ted Shawn, ainsi que Martha Graham. Il est également influencé par Mary Wigman.
Il a commencé à vivre en France dans les années 30 puis s'y est installé définitivement en 1952. En 1953, il fonde, avec Jacqueline Robinson et Karin Waehner, les Compagnons de la danse, et en 1964, avec Noëlle Janoli, la Jerome Andrews Modern Danse Company.